# Conioselinum mexicanum
Conioselinum mexicanum là một loài thực vật có hoa trong họ Hoa tán. Loài này được J.M.Coult. & Rose mô tả khoa học đầu tiên năm 1899.